# Matar a traición
Matar a traición, (en chino: 劍花煙雨江南) es una película de artes marciales de Hong Kong de 1977, dirigida por Lo Wei y protagonizada por Jackie Chan, George Wang y Chu Feng. Jackie asegura en su libro I Am Jackie Chan que la trama se le hizo muy confusa y que estaba seguro de que incluso el director, Lo Wei, ni siquiera sabía lo que estaba pasando. También ha expresado que las tensiones entre él y el director junto con el clima generalmente frío en el momento de la filmación fueron una experiencia frustrante. La película fue filmada en Corea.

## Sinopsis
Chin Chang Yin (Feng Hsu) lidera una pandilla conocida como Killer Bees en una misión de venganza para matar a la familia de Cao Lei (Jackie Chan). Sin embargo, ella mata a todos menos a Cao Lei y se enamora de él.

## Reparto principal
- Jackie Chan - Hsiao Lei
- Hsu Feng - Ting Chan Yen
- Shin Il-Ryong - Chen Chun
- George Wang - Dragon Escort Master
- Yu Ling Lung - Chin Chin